# ユーザーイノベーション
ユーザーイノベーション（英: User innovation）とは、マサチューセッツ工科大学のエリック・フォン・ヒッペル教授が提唱するユーザーが行うイノベーションのこと（関連する概念にクラウドソーシングがあるがこちらはメーカーとユーザーとの共同開発に焦点がある点で厳密にはユーザーイノベーションには分類されない）。
従来はイノベーションは企業の研究所や一部の発明家などによって生み出されているとされていたが、ヒッペルはむしろ使い手であるユーザーが、目的を達成するためにイノベーションを起こすことの方が多く発生しているという説を唱えている。3M、プロクター・アンド・ギャンブル、LEGO等がユーザーを開発過程から巻き込む試みを続けていることで有名。
　国内研究者では、神戸大学の小川進が日本におけるユーザーイノベーション研究の父であり、von Hippelを中心として選出されているOpen and User Innovation 研究を行う主要研究者コミュニティ（Village Elders）の中でただ一人、日本人メンバーである。小川はフォン・ヒッペルの指導のもとMITからユーザーイノベーションの研究で経営学博士を取得しており、フォン・ヒッペルとユーザーイノベーションについての研究論文を発表している（フォン・ヒッペルと共著論文がある日本人は小川だけ）。著書『イノベーションの発生論理』（千倉書房）、『稼ぐ仕組み』（日本経済新聞社）、『競争的共創論』（白桃書房）、『QRコードの奇跡』（東洋経済新報社）で日本における事例をまとめているが『ユーザーイノベーション』（東洋経済新報社）がこの分野について最も包括的に紹介、議論しており、日本語で書かれた唯一の教科書あるいはバイブル的存在と言える。ユーザーイノベーションで起こる現象を絵本的動画で表現した「ユーザーイノベーションストーリー」がYouTubeで公開されており、特に英語版（A tale of user innovation）は非常に多くの回数、再生されている。　他の国内研究者には濱岡豊（慶應義塾大学）、鷲田祐一（一橋大学）、山下裕子（一橋大学）、勝又壮太郎（大阪大学）、小路武安（東北大学）、水野学（日本大学）、廣田章光（近畿大学）、清水信行（流通科学大学）、田中克昌（日本経済大学）、西川英彦（法政大学）、堀口悟史（神戸大学大学院）、東史恵（嘉悦大学)、本條晴一郎（静岡大学）、加藤智之（KO4lab)、伊藤公佑（名古屋工業大学）、越島一郎（名古屋工業大学）、山城慶晃（東京大学）、秋元創太（東京大学）、大原悟務（同志社大学）、米山茂美（学習院大学）らがいる。
　国内の実施事例としては、エレファントデザインの空想生活、エンジンのたのみこむなどの第三者的なサービスを提供するケースと、デンソーウェーブのQRコード、無印良品のネットコミュニティ、クリプトン・フューチャー・メディアの初音ミク、カモ井加工紙のマスキングテープなどの事例が成功例として知られる。